# One Lane Bridge
One Lane Bridge est une série télévisée néo-zélandaise. Elle est diffusée la première fois le 20 avril 2020 sur TVNZ 1. En France et en Allemagne, elle est diffusée à partir du 9 septembre 2021 sur Arte.

## Synopsis
Nouvellement arrivé dans la ville de Queenstown, l'inspecteur Ariki Davis doit enquêter sur une mort suspecte qui ébranle une famille d'éleveurs et la tranquillité de la petite communauté. Doté du matakite, un don de voyance propre à la communauté maorie, il est sujet à d'étranges visions ayant essentiellement pour cadre le pont à voie unique enjambant la rivière Dart où la mort a eu lieu.

## Fiche technique
Sauf indication contraire, les informations mentionnées dans cette section peuvent être confirmées par les bases de données cinématographiques IMDb et Allociné,  présentes dans la section « Liens externes ».
- Titre original : One Lane Bridge
- Création : Pip Hall et Philip Smith (III)
- Réalisation : Peter Burger (six épisodes) et Danny Mulheron (trois épisodes)
- Scénario : Pip Hall et Philip Smith (III), pour six épisodes
- Production :
  - Producteurs : Carmen J. Leonard et Lisa Chatfield
  - Producteur exécutif : Kathleen Anderson et Philip Smith
- Distribution : Neill Rea
- Costumes : Katrina Hodge
- Photographie :
- Montage : Allanah Bazzard
- Musique : Claire Cowan
- Pays d'origine :  Nouvelle-Zélande
- Année de diffusion : 2020-2021
- Diffuseur : TVNZ 1, puis TVNZ 2
- Langue : anglais
- Durée des épisodes : 40 minutes
- Lieux de tournage : Glenorchy, Queenstown

## Distribution

### Saison 1
- Dominic Ona-Ariki : Ariki Davis
- Joel Tobeck : Stephen Tremaine
- Alison Bruce (en) : Lois Tremaine
- Dean O'Gorman : Andrew Grub Ryder
- Aidee Walker (en) : Kate Ryder
- Nathalie Morris : Emma Ryder
- Sara Wiseman : Jackie Ryder
- Jared Turner (en) : Rob Ryder
- Peter McCauley (en) : Jack Ryder
- Michelle Langstone (en) : Charlotte McCrae
- Phil Brown : Mark Haggis McCrae
- Ryan O’Kane (en) : Dermot Braithwaite

### Saison 2
- Alexander Walker : Joe Turner
- Hester Ullyart : Rosa
- Arlo Green : Orlando Smythe
- Jim Moriarty : Maaka Richardson
- Evotia-Rose Araiti : Kimiora
- Susan Brady (en) : Hannah Turner
- Simon Ferry (en) : Jason Bennett